# Пигорев, Николай Григорьевич
Никола́й Григо́рьевич Пигорев (Пигорёв) (20 мая 1925, Курск — 23 марта 1944, близ села Романовка, Тернопольская область) — Герой Советского Союза.

## Биография
Родился 20 мая 1925 года в Курске в семье рабочего. Русский.
Окончил 8 классов школы № 4 города Курска. Член ВЛКСМ.
В Красную Армию призван после освобождения Курска от немецких оккупантов 23 февраля 1943 года Сталинским райвоенкоматом. На фронте в Великую Отечественную войну с 12 декабря 1943 года.
Автоматчик 3-й отдельной разведывательной роты 20-й гвардейской механизированной бригады, (8-го гвардейского механизированного корпуса, 1-й гвардейской танковой армии, 1-го Украинского фронта) гвардии красноармеец Н. Г. Пигорев проявил смелость и воинское мастерство, уничтожая врага в составе танковых десантов. Части 20-й гвардейской механизированной бригады в марте 1944 года вели бои на территории Тернопольской области. В лесу к югу от села Романовка Тернопольского района немцы укрепились на господствующих над местностью высотах. 21 марта 1944 года мотострелковый батальон совместно с разведротой получили приказ атаковать и уничтожить противника. Немцы ответили наступающим огнём из пулемётов и миномётов. Батальон был вынужден залечь на поле. Наибольшие потери наносил своим огнём немецкий пулемёт, расположенный на фланге. Командир разведроты поручил Николаю Пигореву установить расположение огневой точки противника и уничтожить её. Обнаружив замаскированный вражеский пулемёт, гвардии рядовой Пигорев принял решение незаметно подобраться к нему: он пополз по сырому пахотному полю, тщательно маскируясь. Когда до немецкого пулемёта оставалось всего несколько метров, гитлеровцы обнаружили его и открыли огонь. Пигорев получил ранение, однако ещё смог метнуть в сторону немецкого пулемёта гранату. Затем рывком бросился вперед и накрыл пулемёт своим телом. Пулемёт замолк. Подоспевшие разведчики перебили расчёт немецкого пулемёта и дали возможность пехоте подняться и очистить лес от противника.
Гвардии рядовой Н. Г. Пигорев в этом бою получил четыре тяжёлых пулевых ранения, в бессознательном состоянии был подобран и отправлен в 583-й хирургический передвижной полевой госпиталь (ХППГ), где скончался 23 марта 1944 года.
Указом Президиума Верховного Совета СССР от 26 апреля 1944 года «за образцовое выполнение боевых заданий командования на фронте борьбы с немецко-фашистским захватчиками и проявленные при этом мужество и героизм» гвардии красноармейцу Пигореву Николаю Григорьевичу посмертно присвоено звание Героя Советского Союза с вручением ордена Ленина и медали «Золотая Звезда».

## Награды и звания
- Звание Герой Советского Союза посмертно. Указ Президиума Верховного Совета СССР от 26 апреля 1944 года:
  - орден Ленина,
  - медаль «Золотая Звезда».
- Орден Красной Звезды. Приказ командира 20-й гвардейской механизированной бригады № 05/н от 30 января 1944 года.

## Воспоминания современников
Когда разведрота бригады вступила на занимаемый противником берег, откуда-то сбоку во фланг цепи застрочил вражеский пулемёт. Атака вот-вот захлебнётся. Падают как подкошенные разведчики. И тогда боец этой роты, комсомолец, повторил подвиг Матросова — закрыл своим телом неприятельский дзот. Фамилия его была Пигарев. Тот самый Пигарев, который, … в районе Казатина, проявив солдатскую находчивость, один конвоировал колонну пленных числом почти в триста человек.
— Маршал бронетанковых войск  А. Х. Бабаджанян.  Дороги победы. Литературная запись Я. Садовского. Издание второе, исправленное и дополненное. —  М.: «Молодая гвардия», 1975. С. 164.

## Память
- Именем Николая Пигорева названо село в Тернопольской области[4]. В 1991 году было переименовано в Ангеловку.
- В городе Збараж, где похоронили Героя, ему установлен памятник.
- 25 апреля 1975 года в честь Николая Пигорева была переименована улица (бывшая 2-я Подшипниковая) в Сеймском округе города Курска[1].
- В Курске ему установлены обелиск и мемориальная доска[2].
- Приказом Министра обороны СССР зачислен навечно в списки 20-й гвардейской механизированной бригады.
- Памятник-бюст Н. Пигореву на Аллее Славы в Старом парке ТернополяВозле школы, где он учился, установлен в память ему и другим выпускникам школы, которые погибли в Великой Отечественной войне, бюст.